# Петров, Вячеслав Николаевич
Вячесла́в Никола́евич Петро́в (4 февраля 1922 года, Ярославль — 6 апреля 1992 года, Рыбинск, Ярославская область) — советский военный деятель, полковник. Герой Советского Союза.

## Биография
Вячеслав Николаевич Петров родился 4 февраля 1922 года в семье рабочего.
С окончанием средней школы Петров работал на железной дороге.
В 1941 году был призван в ряды РККА.
В 1942 году закончил Калинковичское военное пехотное училище, после чего принимал участие в боях на фронтах Великой Отечественной войны.
В ходе форсирования реки Березины 28 июня 1944 года и овладении деревней Щатково окружённая группировка противника из Бобруйска предприняла крупное наступление на деревню Шатково с целью захвата переправы через Березину. Оборону юго-западнее высоты «кладбище» держал взвод автоматчиков под командованием старшего лейтенанта Петрова. В течение 14-часового боя немцы предприняли до 10 атак пехоты при поддержке самоходной артиллерии и танков, в результате чего высота четыре раза переходила из рук в руки, и каждый раз противник выбивался фланговой контратакой взвода автоматчиков под командованием Петрова. С гибелью командира роты автоматчиков капитана Ломакина Вячеслав Петров принял на себя командование ротой и продолжал удерживать занимаемый рубеж.
Указом Президиума Верховного Совета СССР от 24 марта 1945 года за подвиг, совершенный при форсировании реки Березины, старшему лейтенанту Вячеславу Николаевичу Петрову присвоено звание Героя Советского Союза с вручением ордена Ленина и медали «Золотая Звезда».
После войны продолжал службу в армии.
В 1956 году окончил высшие офицерские курсы «Выстрел».
С 1962 по 1972 годы занимал должность военного комиссара Рыбинского районного (позже — объединённого) комиссариата.
В 1972 году полковник Петров вышел в запас, после чего работал инженером Рыбинского районного отделения «Сельхозтехника» и главным охотоведом Госохотинспекции.
Вячеслав Николаевич Петров умер 6 апреля 1992 года.
Похоронен на Южном кладбище Рыбинска.